# José Hermes Moreira
José Hermes «Chico» Moreira (San José de Mayo, 30 de septiembre de 1958) es un exfutbolista uruguayo que jugaba como lateral derecho. Jugó en Danubio, Nacional, la Selección uruguaya y diversos clubes de fútbol y showbol de Estados Unidos.

## Trayectoria
Comenzó su carrera jugando de puntero derecho en las divisiones juveniles de Danubio. A instancias del director técnico Raúl Bentancor pasó a jugar como lateral derecho. Integró el plantel que consiguió la primera clasificación en la historia de Danubio a la Copa Libertadores en 1978. En 1979 pasó a Nacional donde en 1980 fue campeón de la Copa Libertadores y a comienzos del año siguiente Copa Intercontinental. A nivel local fue Campeón Uruguayo en 1980 y 1983.
Integró la Selección Uruguaya Juvenil que conquistó el Sudamericano sub-20 de Caracas, participando luego en el Mundial Sub-20 jugado en Túnez. Como miembro de la selección mayor fue campeón del Mundialito de 1980 y participó en la Copa América 1979.
En 1985 pasó a Chicago Sting donde cambió del fútbol asociación al showbol. Luego de tres temporadas pasó a los Wichita Wings por cuatro temporadas más. En 1991 retornó por media temporada al fútbol asociación jugando por los Tampa Bay Rowdies. Al retornar al circuito de showbol jugó en Cleveland Crunch, Ohio y los Houston Hotshots, donde se retiró en 1995.

### Clubes
| Equipo            | Temporadas |
| ----------------- | ---------- |
| Danubio           | 1976-1979  |
| Nacional          | 1979-1984  |
| Chicago Sting     | 1985-1987  |
| Wichita Wings     | 1987-1991  |
| Tampa Bay Rowdies | 1991       |
| Cleveland Crunch  | 1991-1992  |
| Ohio              | 1993       |
| Houston Hotshots  | 1994-1995  |

### Palmarés
| Título                   | Equipo                     | Año  |
| ------------------------ | -------------------------- | ---- |
| Sudamericano sub-20      | Selección uruguaya juvenil | 1977 |
| Campeonato Uruguayo      | Nacional                   | 1980 |
| Copa Libertadores        | Nacional                   | 1980 |
| Copa Intercontinental    | Nacional                   | 1980 |
| Mundialito (Copa de Oro) | Uruguay                    | 1980 |
| Campeonato Uruguayo      | Nacional                   | 1983 |